# Persone di nome Yves
| Questa pagina contiene informazioni ricavate automaticamente dalle voci biografiche con l'ausilio del template Bio e di un bot. L'aggiornamento è periodico e automatico e ricostruisce completamente la pagina. Se manca una persona in questa lista, sei pregato di non aggiungerla, ma accertati piuttosto che la sua voce biografica contenga il template Bio e che i dati anagrafici siano correttamente compilati. Se il template Bio manca, inseriscilo tu stesso o, in alternativa, metti l'avviso {{tmp\|Bio}} che ne segnala la mancanza. Se i dati riportati sono sbagliati, correggi direttamente la voce biografica; le modifiche saranno visibili in questa lista entro pochi giorni. Per chiarimenti vedi il progetto antroponimi. La lista contiene solo le 125 persone che sono citate nell'enciclopedia e per le quali è stato implementato correttamente il template Bio. Pagina aggiornata al 22 lug 2025. |

Questa è una lista di persone presenti nell'enciclopedia che hanno il nome Yves, suddivise per attività principale.

## Allenatori di calcio(2)
- Yves Miéville, allenatore di calcio e ex calciatore svizzero (n. 1983)
- Yves Vanderhaeghe, allenatore di calcio e ex calciatore belga (Roeselare, n. 1970)

## Allenatori di tennis(1)
- Yves Allegro, allenatore di tennis e ex tennista svizzero (Grône, n. 1978)

## Ammiragli(1)
- Yves Urvoy de Portzamparc, ammiraglio francese (Cholet, n. 1885 - Tolone, † 1965)

## Archeologi(1)
- Yves Morvan, archeologo e restauratore francese (Uzel, n. 1932)

## Artisti(1)
- Yves Klein, artista francese (Nizza, n. 1928 - Parigi, † 1962)

## Attori(7)
- Yves Barsacq, attore e doppiatore francese (Parigi, n. 1931 - Albenga, † 2015)
- Yves Beneyton, attore francese (Baden-Baden, n. 1946)
- Yves Heck, attore belga (Namur, n. 1972)
- Yves Jacques, attore canadese (Québec, n. 1956)
- Yves Pignot, attore, insegnante e regista teatrale francese (Parigi, n. 1946)
- Yves Robert, attore, sceneggiatore e regista francese (Saumur, n. 1920 - Parigi, † 2002)
- Yves Rénier, attore svizzero (Berna, n. 1942 - Neuilly-sur-Seine, † 2021)

## Aviatori(1)
- Yves Rossy, aviatore e inventore svizzero (Neuchâtel, n. 1959)

## Bassisti(1)
- Yves Huts, bassista olandese (Paesi Bassi, n. 1979)

## Bobbisti(1)
- Yves Marchand, ex bobbista svizzero

## Calciatori(23)
- Yves Angani, ex calciatore congolese (Repubblica Democratica del Congo) (Kinshasa, n. 1991)
- Eric Bile, calciatore ivoriano (Attécoubé, n. 2004)
- Yves Bissouma, calciatore maliano (Issia, n. 1996)
- Yves Bitséki, calciatore gabonese (Bitam, n. 1983)
- Yves Chauveau, ex calciatore francese (Bourg-en-Bresse, n. 1945)
- Yves Deroff, ex calciatore francese (Maisons-Laffitte, n. 1978)
- Yves Desmarets, ex calciatore francese (Parigi, n. 1979)
- Yves Ehrlacher, ex calciatore francese (Sundhoffen, n. 1954)
- Yves Eigenrauch, ex calciatore tedesco (Minden, n. 1971)
- Yves Faye, ex calciatore francese (Dakar, n. 1976)
- Yves Herbet, calciatore e allenatore di calcio francese (Villers-Cotterêts, n. 1945 - Alès, † 2024)
- Yves Ilunga, ex calciatore della Repubblica Democratica del Congo (Lubumbashi, n. 1987)
- Mubama Kibwey, ex calciatore della Repubblica Democratica del Congo (Kinshasa, n. 1970)
- Yves Makabu-Makalambay, ex calciatore belga (Bruxelles, n. 1986)
- Yves Mariot, calciatore francese (Nancy, n. 1948 - Lione, † 2000)
- Yves Mboussi, calciatore camerunese (Bafia, n. 1987)
- Yves Nza-Boutamba, ex calciatore gabonese (n. 1974)
- Yves Oehri, ex calciatore svizzero (Zurigo, n. 1987)
- Yves Pambou, calciatore francese (Montfermeil, n. 1995)
- Yves Triantafyllos, ex calciatore francese (Montbrison, n. 1948)
- Yves Yuvuladio, ex calciatore della Repubblica Democratica del Congo (Kinshasa, n. 1978)
- Yves Djidda, ex calciatore camerunese (Yaoundé, n. 1988)
- Yves De Winter, calciatore belga (Lier, n. 1987)

## Canoisti(1)
- Yves Prigent, canoista francese (n. 1993)

## Canottieri(1)
- Yves Hocdé, ex canottiere francese (Nantes, n. 1973)

## Cantanti(1)
- Jean-François Michael, cantante francese (Francia, n. 1946)

## Cardinali(1)
- Yves Congar, cardinale e teologo francese (Sedan, n. 1904 - Parigi, † 1995)

## Cestisti(4)
- Yves Gominon, cestista francese (Clermont-Ferrand, n. 1933 - Riom, † 2016)
- Yves Mekongo, ex cestista camerunese (Yaoundé, n. 1987)
- Yves Missi, cestista camerunese (Bruxelles, n. 2004)
- Yves Pons, cestista francese (Port-au-Prince, n. 1999)

## Chimici(1)
- Yves Chauvin, chimico francese (Menen, n. 1930 - Tours, † 2015)

## Ciclisti su strada(2)
- Yves Hézard, ex ciclista su strada francese (Donzy, n. 1948)
- Yves Lampaert, ciclista su strada belga (Izegem, n. 1991)

## Compositori(3)
- Yves Baudrier, compositore francese (Parigi, n. 1906 - Parigi, † 1988)
- Yves Cornière, compositore francese (Parigi, n. 1934 - Parigi, † 2011)
- Yves Prin, compositore e direttore d'orchestra francese (Sainte-Savine, n. 1933)

## Compositori di scacchi(1)
- Yves Cheylan, compositore di scacchi francese (Aix-en-Provence, n. 1938 - Gap, † 2021)

## Condottieri(1)
- Ivo d'Allegri, condottiero francese (n. 1452 - Ravenna, † 1512)

## Direttori d'orchestra(1)
- Yves Abel, direttore d'orchestra canadese (Toronto, n. 1963)

## Direttori della fotografia(2)
- Yves Angelo, direttore della fotografia, regista e sceneggiatore francese (Marocco, n. 1956)
- Yves Cape, direttore della fotografia belga (n. 1960)

## Dirigenti d'azienda(1)
- Yves Perrier, dirigente d'azienda francese (Scionzier, n. 1954)

## Disc jockey(3)
- DJ Whoo Kid, disc jockey statunitense (Brooklyn, n. 1975)
- Yves Larock, disc jockey e produttore discografico svizzero (Neuchâtel, n. 1977)
- Yves V, disc jockey e produttore discografico belga (Anversa, n. 1981)

## Drammaturghi(1)
- Yves Mirande, commediografo, sceneggiatore e regista francese (Bagneux, n. 1876 - Parigi, † 1957)

## Filosofi(2)
- Yves Michaud, filosofo francese (Lione, n. 1944)
- Yves Charles Zarka, filosofo e saggista francese (Tunisi, n. 1950)

## Fisici(1)
- Yves Pomeau, fisico e matematico francese (n. 1942)

## Fumettisti(2)
- Yves Rodier, fumettista canadese (Farnham, n. 1967)
- Yves Sente, fumettista belga (Bruxelles, n. 1964)

## Generali(2)
- Yves Gras, generale e storico francese (Sérignac, n. 1921 - Xaintrailles, † 2006)
- Yves d'Alègre, generale francese (n. 1653 - Parigi, † 1733)

## Geografi(1)
- Yves Lacoste, geografo francese (Fès, n. 1929)

## Giornalisti(1)
- Yves Farge, giornalista e politico francese (Salon-de-Provence, n. 1899 - Tbilisi, † 1953)

## Giuristi(1)
- Yves Mersch, giurista e banchiere lussemburghese (Città di Lussemburgo, n. 1949)

## Illustratori(1)
- Jean Ollivier, illustratore e giornalista francese (Plourivo, n. 1925 - Parigi, † 2005)

## Imprenditori(2)
- Yves Guillemot, imprenditore francese (Carentoir, n. 1960)
- Yves Rocher, imprenditore francese (La Gacilly, n. 1930 - Parigi, † 2009)

## Ingegneri(1)
- Yves Sillard, ingegnere e aviatore francese (Coutances, n. 1936 - † 2023)

## Insegnanti(1)
- Yves Mény, docente francese (Goven, n. 1943)

## Matematici(1)
- Yves Meyer, matematico francese (Parigi, n. 1939)

## Medici(1)
- Yves Pouliquen, medico e saggista francese (Mortain, n. 1931 - Parigi, † 2020)

## Militari(2)
- Yves Guérin-Sérac, militare e attivista francese (Ploubezre, n. 1926 - Le Revest-les-Eaux, † 2022)
- Yves Le Prieur, militare e inventore francese (Lorient, n. 1885 - Nizza, † 1963)

## Musicisti(1)
- Yves Lafontaine, musicista, scrittore e liutaio canadese (Grand-Mère, n. 1959)

## Navigatori(1)
- Yves Joseph de Kerguelen-Trémarec, navigatore francese (Landudal, n. 1734 - Parigi, † 1797)

## Nobili(2)
- Yves I di Bellême, nobile normanno († 1005)
- Yves II, conte di Soissons, nobile francese († 1178)

## Organisti(1)
- Yves Devernay, organista e compositore francese (Tourcoing, n. 1937 - Tourcoing, † 1990)

## Ostacolisti(1)
- Yves Cros, ostacolista francese (Aigues-Vives, n. 1923 - † 1995)

## Paleontologi(1)
- Yves Coppens, paleontologo francese (Vannes, n. 1934 - Parigi, † 2022)

## Pesisti(1)
- Yves Niaré, pesista e discobolo francese (Saint-Maurice, n. 1977 - Pirmil, † 2012)

## Pianisti(1)
- Yves Nat, pianista e compositore francese (Béziers, n. 1890 - Parigi, † 1956)

## Piloti automobilistici(1)
- Yves Courage, ex pilota automobilistico, dirigente sportivo e progettista francese (Le Mans, n. 1948)

## Piloti di rally(1)
- Yves Loubet, pilota di rally francese (Mostaganem, n. 1958)

## Piloti motociclistici(2)
- Yves Briguet, pilota motociclistico svizzero (Lens, n. 1964)
- Yves Demaria, pilota motociclistico francese (Marsiglia, n. 1972)

## Poeti(1)
- Yves Bonnefoy, poeta, traduttore e critico d'arte francese (Tours, n. 1923 - Parigi, † 2016)

## Politici(2)
- Yves Leterme, politico belga (Wervik, n. 1960)
- Yves Krattinger, politico francese (Boult, n. 1948)

## Registi(7)
- Yves Allégret, regista e sceneggiatore francese (Asnières-sur-Seine, n. 1905 - Jouars-Pontchartrain, † 1987)
- Yves Boisset, regista francese (Parigi, n. 1939 - Levallois-Perret, † 2025)
- Yves Caumon, regista francese (n. 1964)
- Yves Ciampi, regista e sceneggiatore francese (Parigi, n. 1921 - Parigi, † 1982)
- Yves Montand Niyongabo, regista ruandese (n. 1988)
- Iván Noel, regista, sceneggiatore e produttore cinematografico francese (Beirut, n. 1968 - Alta Gracia, † 2021)
- Yves Simoneau, regista canadese (Québec, n. 1955)

## Rugbisti a 15(1)
- Yves du Manoir, rugbista a 15 francese (Vaucresson, n. 1904 - Reuilly, † 1928)

## Saggisti(1)
- Yves Chiron, saggista, giornalista e storico francese (Notre-Dame-de-la-Rouvière, n. 1960)

## Schermidori(2)
- Yves Boissier, ex schermidore francese (Montélimar, n. 1944)
- Yves Dreyfus, schermidore francese (Clermont-Ferrand, n. 1931 - Ceyrat, † 2021)

## Sciatori alpini(2)
- Yves Dimier, ex sciatore alpino francese (San Giovanni di Moriana, n. 1969)
- Yves Tavernier, ex sciatore alpino francese (Morzine, n. 1962)

## Scrittori(4)
- Yves Gandon, scrittore francese (Blois, n. 1899 - Parigi, † 1975)
- Yves Jamiaque, scrittore, drammaturgo e sceneggiatore francese (Reims, n. 1918 - Nizza, † 1987)
- Yves Navarre, scrittore francese (Condom, n. 1940 - Parigi, † 1994)
- Yves Pagès, scrittore francese (Parigi, n. 1963)

## Slittinisti(1)
- Yves Mankel, ex slittinista tedesco (Gotha, n. 1970)

## Sociologi(1)
- Yves Sintomer, sociologo e politologo francese (Le Raincy, n. 1962)

## Stilisti(1)
- Yves Saint Laurent, stilista francese (Orano, n. 1936 - Parigi, † 2008)

## Storici(1)
- Yves Renouard, storico francese (Parigi, n. 1908 - Parigi, † 1965)

## Triatleti(1)
- Yves Cordier, triatleta francese (n. 1964)

## Vescovi(1)
- Yves di Bellême, vescovo normanno († 1070)

## Vescovi cattolici(2)
- Yves Boivineau, vescovo cattolico francese (Ardelay, n. 1947)
- Yves Le Saux, vescovo cattolico francese (Hennebont, n. 1960)

## Zoologi(1)
- Yves Delage, zoologo francese (Avignone, n. 1854 - Sceaux, † 1920)

## Senza attività specificata(1)
- Yves Thoraval, storico del cinema e critico cinematografico francese (Lilla, n. 1947 - † 2012)